# Нішанов Рафік Нішанович
Рафік Нішанович Ніша́нов (узб. Rafiq Nishonovich Nishonov; 15 січня 1926, Газалкент, Бостанлицький район, Казакська АРСР, РРФСР, СРСР — 11 січня 2023, Женева, Швейцарія) — радянський і узбецький державний і політичний діяч, дипломат.

## Біографія
Дід Р. Нішанова був родом з Шахрисабза.
Народився в родині батрака в к. Газалкент Бостанлицького району. Член ВКП(б) з 1949 року. Закінчив Ташкентський вечірній педагогічний інститут (1959) за спеціальністю «вчитель історії». Кандидат історичних наук (1969).
З 1942 року — колгоспник колгоспу «Чирчик» Бостанлицького району Ташкентської області.
З 1943 року — секретар виконкому Газалкентскої селищної ради Бостанлицького району. З 1944 р. — інструктор, другий секретар Бостанлицького райкому комсомолу.
У 1945—1950 роках — служба в Радянській Армії.
З 1950 року — завідувач відділу Октябрського райкому ЛКСМ Узбекистану міста Ташкента. З 1951 р. — інструктор, завідувач відділу, секретар Октябрського райкому партії міста Ташкента. З 1955 р. — начальник політвідділу Управління пожежної охорони Міністерства внутрішніх справ Узбецької РСР.
З 1956 року — завідувач відділу Ташкентського міськкому партії. З 1959 р. — перший секретар Октябрського райкому партії міста Ташкента.
З 1962 року — голова Ташкентського міськвиконкому.
З 1963 року — секретар і член Бюро ЦК компартії Узбецької РСР.
З 1970 року — Надзвичайний і повноважний посол СРСР в Шрі-Ланці та за сумісництвом у Мальдівській Республіці (референтом в посольстві працював Сергій Лавров).
З 1978 року — Надзвичайний і Повноважний посол СРСР в Йорданії.
З 1985 року — міністр закордонних справ Узбецької РСР.
З 9 грудня 1986 по 9 квітня 1988 року — голова Президії Верховної Ради Узбецької РСР і за посадою заступник голови Президії Верховної Ради СРСР.
З 12 січня 1988 по 23 червня 1989 року — 1-й секретар ЦК Комуністичної партії Узбекистану (його наступником став Іслам Карімов).
6 червня 1989 року обраний головою Ради Національностей Верховної Ради СРСР (був одним з постійних головуючих на пленарних засіданнях Верховної Ради СРСР).
З вересня 1991 року — радник Президента СРСР.
21 жовтня 1991 року згідно із Законом СРСР «Про органи державної влади і управління Союзу РСР у перехідний період» за № 2392-I від 5 вересня 1991 року замість Ради Національностей була сформована Рада Республік, але відповідні поправки в конституцію СРСР внесені не були, і Рада Національностей де-юре й далі існувала згідно зі статтею 111 Конституції СРСР аж до прийняття декларації про припинення існування СРСР 26 грудня 1991 року.
З листопада 1991 року — пенсіонер.
У 2012 році випустив книгу спогадів «Дерева зеленіють до хуртовин».
У грудні 2015 року, напередодні 90-літнього ювілею, нагороджений орденом Пошани.
Депутат Верховної Ради СРСР 11 скликання. Народний депутат СРСР (1989—1991).
Один із небагатьох перших секретарів ЦК, який не обирався членом ЦК КПРС.
Помер 11 січня 2023 року за чотири дні до свого 97-го дня народження.

## Родина
- Дружина Рано Назарівна — кандидат історичних наук, заступник міністра культури Узбецької РСР.
- Син Сабір — офіцер радянської, пізніше узбецької армії.
- Доньки: Дильбар — видавничий працівник, Муніра — викладач, Гульнара — лікар, Фіруза.